# NASA Exoplanet Archive
NASA Exoplanet Archive é um catálogo astronômico on-line de exoplanetas e serviço de dados que coleta e arquiva dados públicos que apóiam a busca e caracterização de planetas extra-solares e suas estrelas hospedeiras.  Faz parte do Centro de Processamento e Análise de Infravermelho e está no campus do Instituto de Tecnologia da Califórnia (Caltech) em Pasadena, California.  O arquivo é financiado pela NASA e foi lançado no início de dezembro de 2011 como parte do Programa de Exploração de Exoplanetas da NASA. Em julho de 2017, a coleção de exoplanetas confirmados do arquivo ultrapassou 3.500. Desde 30 de dezembro de 2024, existem 7387 exoplanetas em 5069 sistemas, com 1030 sistemas tendo mais de um planeta. Há ainda 2.724 candidatos à espera de confirmação.